# William Kohl
William Kohl (* 10. Januar 1863 in Bad Elster; † 23. Januar 1922 in Großschweidnitz) war ein sächsischer Generalleutnant.

## Leben
William Kohl besuchte die Lehr- und Erziehungs-Anstalt von Direktor Ernst Kaden. Die späteren Generäle Max Einert, Otto von Welck, Matthias Hoch und Johannes Fellmer zählten dabei zu seinen Klassenkameraden. Er trat 1881 als Avantageur in die sächsische Armee ein und wurde noch im selben Jahr zum Fähnrich ernannt. Am 13. Oktober 1883 avancierte er dabei zum Leutnant bei der 10. Kompanie des Schützen-(Füsilier-)Regiment „Prinz Georg“ (Königlich Sächsisches) Nr. 108 in Dresden unter dem damaligen Regimentskommandeur Oberst Wilhelm von Minckwitz. Nach mehrjähriger Dienstzeit in der Kompanie wurde er 1885 in die 5. Kompanie des Infanterie-Regiment „König Wilhelm II. von Württemberg“ (6. Königlich Sächsisches) Nr. 105 unter dem Regimentskommandeur Oberst Johannes Anton Larraß in Straßburg. Schon im folgenden Jahre wurde er dabei Adjutant des Bataillonskommandeurs des II. Bataillons im Regiment, Major von Brück. Unter Beförderung zum Oberleutnant am 20. November 1888 wurde er in die 1. Kompanie des 2. Königlich Sächsischen Jäger-Bataillon Nr. 13 unter Oberstleutnant Alexander Vitzthum von Eckstädt versetzt. Im Jahr 1890 wurde er dann für drei Jahre an die preußische Kriegsakademie in Berlin abkommandiert, wobei er nach Beförderung zum Hauptmann am 18. September 1893 als Kompaniechef der 2. Kompanie in das 3. Jäger-Bataillon Nr. 15 in Wurzen unter Oberstleutnant Richard von Schulz versetzt wurde. Er wurde darauf als Adjutant der 2. Infanterie-Brigade Nr. 46 verwendet und wurde 1898 nach Rückkehr in den Truppendienst in das Grenadier-Regiment „Kaiser Wilhelm, König von Preußen“ (2. Königlich Sächsisches) Nr. 101 unter Oberst Richard Sachse verlegt.
Nach Beförderung zum Major ohne Patent am 20. September 1901 diente er zunächst als Eisenbahn-Linien-Kommissar im sächsischen Generalstab. Das Patent erhielt er am 23. April 1904. 1906 wurde er Bataillonskommandeur des 3. Bataillons des 4. Infanterie-Regiment Nr. 103 in Bautzen und wurde in dieser Eigenschaft am 11. Juli 1910 zum Oberstleutnant befördert. Im Jahr 1911 wurde er von dieser Position entbunden und als etatsmäßiger Stabsoffizier dem Infanterie-Regiment „König Ludwig III. von Bayern“ (3. Königlich Sächsisches) Nr. 102 in Zittau zugeteilt. Nach weiterer Beförderung zum Oberst am 10. Februar 1912 wurde er im Jahr 1913 zum Regimentskommandeur des Infanterie-Regiment „König Georg“ (7. Königlich Sächsisches) Nr. 106 in Leipzig ernannt, welches er nach Ausbruch des Ersten Weltkrieges an die Westfront führte. Er beteiligte sich so an dem Vormarsch durch Belgien und Nordfrankreich und führte sein Regiment durch zahlreiche Kämpfe. Er wurde in Anerkennung seiner Verdienste am 15. Oktober 1914 mit dem Ritterkreuz des Militär-St.-Heinrichs-Ordens ausgezeichnet. Im Frühjahr 1915 wurde er zum Generalmajor befördert und führte darauf eine Brigade, bis er aufgrund gesundheitlicher Probleme im Oktober 1915 seinen Abschied aus dem aktiven Dienst nehmen musste. Er wurde dann als Kommandeur der Landwehr-Inspektion-Chemnitz verwendet und im weiteren Verlauf des Krieges zum Generalleutnant befördert. Nach Ausbruch der Novemberrevolution nahm er seinen vollständigen Abschied und zog aufgrund zunehmender Leiden als Rentner nach Großschweidnitz, um die Spezialärzte für sein Nervenleiden in der Nähe zu haben. Am 23. Januar 1922 verstarb er aufgrund Erfrieren. Ein Sohn, Paul Kohl, fiel im Februar 1915 als Leutnant im Feldartillerie-Regiment Nr. 48.